# Чашата на титана
„Чашата на титана“ е маслена картина на американския пейзажист Томас Коул. Нарисувана през 1833 г., тя вероятно е най-енигматичната от всички алегорични или въображаеми пейзажи на художника. Това е картина, която не се поддава на пълно обяснение. Наричана е „картина в картината“ и „пейзаж в пейзажа“, тъй като чашата е поставена върху обикновен терен, но жителите и живеят по ръба ѝ в свой собствен свят. Цялата периферия е обрасла в растителност, която е нарушена единствено от две малки сгради – гръцки храм и италиански дворец. В обширните водни пространства плават кораби. На местата, където водата се излива към земята, се появяват трева и по-недоразвита цивилизация.

## Интерпретации
Коул често осигурявал придружителен текст към картините си, но не и за „Чашата на титана“, с което оставя дебатите отворени. През 80-те години на 19 век една от интерпретациите свързва чашата със световното дърво и по-конкретно с Игдрасил от Скандинавската митология. Един каталог от 1904 г. продължава тази тема, пишейки, че „духовната идея в центъра на картината предава красивата скандинавска теория, съгласно която животът и светът са дърво с мрежа от клони“. Не е сигурно обаче, че Коул е бил запознат с тази концепция. Критикът Елууд Пери смята, че общите черти с митологичното дърво са ограничени до приликата между столчето на чашата и стеблото на дървото. В чашата няма нищо аналогично с клоните или корените на дървото.
Размерът на масивната каменна чаша контрастира с този на традиционния пейзаж наоколо, с което започват сравненията с големите каменни постройки, оставени от древните раси на гигантите от древногръцката митология. Тази концепция е въведена през 1960-те години от германския историк Ервин Панофски. Заглавието на картината (поставено от Коул на гърба на канавата) сякаш подкрепя тази идея, тъй като изглежда, че е минало много време между създаването на чашата и настоящата сцена. Залязващото слънце, типичен романтичен символ, също намеква за изминалото време.
Доминацията на чашата в картината предполага и космологични интерпретации. Пери обсъжда, но отхвърля сравнението със затворените крила на „Градината на земните удоволствия“ (ок. 1500) от Йеронимус Бош, които като цяло се смята, че представят сътворението на Земята. И двете изображения съдържат определен свят, но използват водата и сушата в различни пропорции. Коул не използва нито иконографията, нито кратки надписи, за да потвърди религиозната интерпретация на картината. Освен това чашата е поставена далеч от центъра на канавата, което намалява емблематичното ѝ значение.
Водите в чашата могат да бъдат сметнати за повлияни от цивилизацията. Населението на чашата има утопично съществуване – малки лодки плават по прозрачната вода, а хората живеят в храмове и обрасли гори. На местата, където водите се изливат към земята – където си взаимодействат двата свята – се появяват признаци на живот. На фона, далеч от влиянието на водите на чашата, се виждат скалисти и изолирани планини. Подобно представяне на крайбрежна цивилизация може да се види и във „Вечер в Аркадия“ (1843).
Лоуис Нобъл е приятел и биограф на Коул и може да се очаква, че може да внесе яснота при интерпретацията на картината. В неговия коментар обаче тези идеи не се обсъждат. Той пише: „Ето я [чашата], сякаш почива над околността, мъхеста сграда, подобна на кула, която свети като мехур и все пак е част от здравата земя. Докато окото обикаля по широкия ѝ ръб, периферия от много мили, то се озовава в приказна страна; в съответствие с природата в най-големия ѝ мащаб... Туристите могат да пътуват в провинциите на този имперски пръстен и да преследват романтичните си прищевки. Тук, потопени в златното блаженство на летния залез, са малко гръцко море или светите земи, с гръцки и сирийски живот, гръцка и сирийска природа, надзъртаща над тихите си води.“.
В своя статия от 1971 г. Пери се опитва да разкрие образа на чашата посредством първото пътуване на Коул в Европа (1829 – 32). Тогава Коул посещава Англия и се среща с Джоузеф Търнър, към чийто произведения изпитва смесени чувства. Въпреки това той е привлечен от неговата „Одисей осмива Полифем“ (1829) и прави две скици на картината. Циклопът Полифем е основен образ в Одисеята и интересът на Коул към темата показва, че е отворен за „творческите възможности на средиземноморския пейзаж“. Междувременно, докато проучва темите за поредицата си „Курсът на империята“, художникът се запознава с историята на Атон от съчинението на Витрувий „Десет книги за архитектурата“. В него авторът излага предложението, което архитектът Динократ прави на Александър, планината да бъде оформена като „статуя на човек държащ просторен град в лявата си ръка, а в дясната – голяма чаша, в която ще бъдат събрани потоците на планината, които след това ще се изливат в морето“. Този фантастичен образ се появява в илюстрации от 18. и 19. век, които Коул може да е виждал. Както пише Пери, „прецедентът на класическата архитектурна фантазия от този мащаб осигурява алтернатива на естественото предположение, че чашата на титана е създадена от гигант, които просто я е оставил там“. Но буквално тълкуване на този образ не би задоволило изкуството на Коул – като пейзажист той би се чувствал по-удобно, представяйки само топографията и избягвайки необходимостта да се изобразява голяма каменна човешка постройка.
Рисунките на Коул от пътуването му в Европа и тези скоро след завръщането му сякаш намекват за „Чашата на титана“. В тях се вижда интерес към фонтани и басейни и са повлияни от тези, които художникът вижда в Италия. В една от рисунките се вижда поредица от огромни басейни, декорирани с растителност. Друга изобразява обрасъл в мъх басейн с нормален размер, който от ниската гледна точка изглежда монументален. Рисунките на италианските вулканични езера Лаго ди Неми и Лаго Албано също напомнят за водите и ръба на чашата. Това показва, че „определена визуална аналогия е била замислена от Коул, аналогия между [тези] истински пейзажи, които е наблюдавал и формата на съдовете и басейните, които си е представял“.
Пери предлага и „необичайната, но не невъзможна“ идея, че „Чашата на титана“ е отговорът на Коул на натюрморта. Посещавайки дома на патрона си Луман Рийд, страстен колекционер, Коул може да е видял „Натюрморт с чаша и лимон“ от нидерландския художник от 17. век Вилем ван Алст. В центъра на картината е поставена полупрозрачна стъклена чаша. Приликите са основни – и двете картини са с вертикален формат и изобразяват съд за пиене.

## Произход
Коул вероятно рисува картината за много кратко време, предвид малкия ѝ размер и тънкия слой боя. Рисува я без поръчка, така че темата е изцяло негова. Продава я за 100 долара – цена явно базирана на размера на картината – големите му платна от този период струват между 250 и 500 долара.
Коул изпраща „Чашата на титана“ на Луман Рийд, но не е ясно дали е била собственост на Рийд или само е дал оценката си за нея. Картината е изложена в галерията на Нюйоркската художествена асоциация през 1834, докато е била собственост на Джеймс Мейпс. През 1863 г., неин собственик става Джон Маки Фалконър. Самюъл Авъри я дарява на музея „Метрополитън“ през 1904 г.
Оценена като уникална творба, „Чашата на титана“ е единствената картина създадена преди 20 век, която е включена в изложбата на Музей на модерното изкуство „Фантастично изкуство, Дада, Сюрреализъм“ от 1936 г.
|  | Тази страница частично или изцяло представлява превод на страницата The Titan's Goblet в Уикипедия на английски. Оригиналният текст, както и този превод, са защитени от Лиценза „Криейтив Комънс – Признание – Споделяне на споделеното“, а за съдържание, създадено преди юни 2009 година – от Лиценза за свободна документация на ГНУ. Прегледайте историята на редакциите на оригиналната страница, както и на преводната страница, за да видите списъка на съавторите. ВАЖНО: Този шаблон се отнася единствено до авторските права върху съдържанието на статията. Добавянето му не отменя изискването да се посочват конкретни източници на твърденията, които да бъдат благонадеждни. |